# آراک (اورگن)
آراک (به انگلیسی: Arock) یک منطقهٔ مسکونی در ایالات متحده آمریکا است که در اورگن واقع شده‌است. آراک ۱٬۱۳۶٫۰ متر بالاتر از سطح دریا واقع شده‌است.